# Йохана фон Йотинген-Йотинген
Йохана фон Йотинген-Йотинген (на немски: Johanna von Oettingen-Oettingen; * 10 септември 1602 в Харбург; † 17 септември 1639 в Страсбург) е графиня от Йотинген-Йотинген-Харбург в Швабия, Бавария и чрез женитба графиня на Ханау-Лихтенберг (1625 – 1639).
Тя е втората дъщеря на граф Лудвиг Еберхард фон Йотинген-Йотинген (1577 – 1634) и съпругата му графиня Маргарета фон Ербах (1576 – 1635), дъщеря на граф граф Георг III фон Ербах (1548 – 1605) и втората му съпруга графиня Анна фон Золмс-Лаубах (1557 – 1586).
Йохана се омъжва на 24 ноември 1619 г. в Буксвилер в Елзас за граф Филип Волфганг фон Ханау-Лихтенберг (10 август 1595 – 24 февруари 1641), син на граф Йохан Райнхард I фон Ханау-Лихтенберг (1569 – 1625) и първата му съпруга графиня Мария Елизабет фон Хоенлое-Нойенщайн (1576 – 1605). Тя е първата му съпруга.
Тя умира на 17 септември 1639 г. в Страсбург на 37 години и е погребана първо там в Св. Петер, по-късно е преместена в Бухсвайлер/Буксвилер и там е погребана в градската църква с нейния съпруг Филип Волфганг.

## Деца
Йохана и граф Филип Волфганг фон Ханау-Лихтенберг имат десет деца:
- Йохан Лудвиг (1621 – 1623)
- Анна Елизабет (1622)
- Фридрих Казимир (1623 – 1685), граф на Ханау-Лихтенберг и Ханау-Мюнценберг, женен на 13 май 1647 г. за принцеса Сибила Кристина фон Анхалт-Десау (1603 – 1686)
- Доротея Елизабет (1624)
- Йохан Филип (1626 – 1669), женен на 16 февруари 1651 г. за принцеса Сузана Маргарета фон Анхалт-Десау (1610 – 1663)
- Йохана Юлиана (1627)
- Йохан Райнхард II (1628 – 1666), женен на 19 октомври 1659 г. за пфалцграфиня Анна Магдалена фон Пфалц-Цвайбрюкен-Биркенфелд (1640 – 1693)
- София Елеонора (1630 – 1662), неомъжена, живее при сестра си Агата Христина
- Агата Христина (1632 – 1681), омъжена на 4 юли 1648 г. за пфалцграф Леополд Лудвиг фон Пфалц-Велденц-Лютцелщайн
- Христиан Еберхард (1635 – 1636)

След 17 май 1640 г. Филип Волфганг се жени втори път за вилд и Рейнграфиня Доротея Диана фон Салм (1604 – 1672).